# Свети Јероним (слика)
Свети Јероним (итал. San Girolamo) је дело италијанског ренесансног сликара Леонарда да Винчија. Насликано је 1480. године, техником уље на дрвету, али никада није била завршена у потпуности. Данас се налази у музеју Пинакотека Ватикана, у Риму.
Димензије овог дела су 103 са 75 центиметара.

## Анализа уметничког дела
Дело приказује Светог Јеронима Стридонског за време његовог повлачења у сиријску пустињу, где је живео као пустињак. Он клечи на каменој подлози, загледан према крсту који се назире како је слабо насликан у самом десном углу. Десном руком држи камен који је традиционално приказан као покајничко ударање у груди. Поред његових ногу, светла прилика је лав који му је постао његов пријатељ након тога када му је трн извадио из шапе. Лав, камен и кардиналска капа су устаљени мотиви код светаца.
На левој страни слике приказан је пејзаж са језером окруженим планинама, а све то је обавијено велом магле. На десној страни, једина приметна карактеристика је слабо-задата црква, која се види кроз отвор у стенама. Присуство цркве алудира на положај Јеронима у западном хришћанству као једног од црквених учитеља.
Композиција слике иновативна је због косог трапезоидног облика фигуре светитеља. Угаони облици су контрастно постављени кривудавом облику лава који описује слово “S” на дну слике. Облик Светог Јеронима сугерише на Богородицу на слици Богородица у стенама. Анатомија свеца може се довести у везу са Леонардовим анатомским цртежима раменог појаса.